# Aquiles Serdán
Aquiles Serdán Alatriste (Puebla, 1876. vagy 1877., november 1. vagy november 2. – Puebla, 1910. november 19.) a mexikói forradalmat támogató politikus volt.

## Élete
Különböző források szerint 1876-ban vagy 1877-ben született a mexikói Pueblában az állam egykori kormányzójának unokájaként, szülei Manuel Serdán és Carmen Alatriste voltak, de apja a gyermek születése után néhány évvel meghalt. Iskoláit szülővárosában kezdte, majd először fémáruk, később cipők kereskedelmével kezdett foglalkozni főként Puebla és Tlaxcala államok területén.
Szabadelvű nézetei miatt szembekerült mind a kormánnyal, mind Puebla 1892-től hivatalban levő kormányzójával, Lucío Martínezszel. 1908-ban a Nemzeti Demokrata Párthoz (Partido Nacional Democrático) csatlakozott Bernardo Reyes híveként, de hamarosan csalódott benne és 1909-ben maderista és antireelekcionista (az elnök újraválaszthatóságát ellenző) lett. Decemberben megalapította Puebla városának első antireelekcionista klubját, a Luz y Progresót („Fény és Haladás”). A többségében munkások által alkotott tagsággal rendelkező klub elkezdte kiadni a La No Reelección című hetilapot, amiért Serdánt a rendőrség üldözőbe vette, egy hétre még börtönbe is zárták. Szabadulása után azonban folytatta küzdelmét, az állam területén még mintegy 40 antireelekcionista klub létrehozásában működött közre.
1910 márciusában és áprilisában részt vett a Partido Nacional Agrarista párt alapító közgyűlésén, majd segédkezett Francisco I. Madero elnökjelölt május 14-ei pueblai látogatásának és későbbi kampányának megszervezésében is. Miután Madero elvesztette a választást, az elnökjelölt az Amerikai Egyesült Államokba menekült, ahova Serdán is követte. Ekkor már megfogalmazódott Maderóban egy fegyveres felkelés megszervezésének ötlete, ezért Serdán segítségét kérte, hogy Pueblában szervezze meg a lázadást, aki így hamarosan visszatért szülővárosába.

## Halála
Madero úgy tervezte, 1910. november 20-án az ország számos pontján egyszerre robbantják ki a fegyveres harcot. Serdán társaival saját pueblai házában gyűjtötte össze a szükséges fegyvereket. November 17-én azonban tudomására jutott, hogy a szervezkedést a hatóságok felfedezték, ezért a ház védelmére rendezkedtek be. Vele volt a helyszínen még édesanyja, két testvére (Máximo és Carmen), valamint Fausto Nieto, Epigmenio Martínez, Manuel Velázquez, Luis Teyssier, Manuel Paz Fuente, Martín Pérez, Juan Cano, Francisco Yépez, Clotilde Torres és Filomena del Valle de Serdán. A család kiskorú tagjait Miguel Rosales nevű barátjának házába küldte, míg Máximót nyolc társával a tetőre vezényelte. Ő maga a földszinten maradt, Nieto pedig az ágyak körteszerű díszeibe töltött robbanóanyagból készült bombákkal szerelkezett fel.
November 18-án reggel hétkor Miguel Cabrera, a helyi rendőrfőnök és más csendőrök, köztük Modesto Fregoso, kopogtattak a ház kapuján. Amikor a portás kinyitotta, durván félrelökték és behatoltak az ingatlanba. Amikor Cabrera felismerte Serdánt és elő akarta venni fegyverét, hogy rálőjön, Serdán gyorsabban cselekedett, és Winchesterével lelőtte a rendőrfőnököt. Bár a legtöbb csendőr menekülni kezdett, Fregoso úgy döntött, utánaered a lépcsőkön felmászó lázadóknak. Carmen ekkor egy karabélyt fogott rá és arra kényszerítette, tegye le a fegyvert. Fregosót így elfogták és az épület egyik szobájába zárták.
Harminc perc múlva katonai erősítés érkezett az Espejo és a Santa Clara utcák irányából. A Gaudencio de la Llave által vezetett Zaragoza zászlóalj és a Luis G. Valle vezette 1. és 17. számú vidéki zászlóalj csapatai azonban kezdetben nem tudták megközelíteni a házat, mert Serdán egy földszinti ablakból tüzet nyitott rájuk. Ezzel egy időben Carmen és édesanyja fegyverekkel a kezükben kiléptek az utcára és a forradalomhoz való csatlakozásra szólították fel az ott kíváncsiskodó embereket. Mindössze hatan csatlakoztak hozzájuk: Carlos Corona, Vicente Reyes, Alejandro Espinosa, Miguel Sánchez, a 13 éves Rosendo Contreras, valamint egy máig név szerint nem azonosított személy.

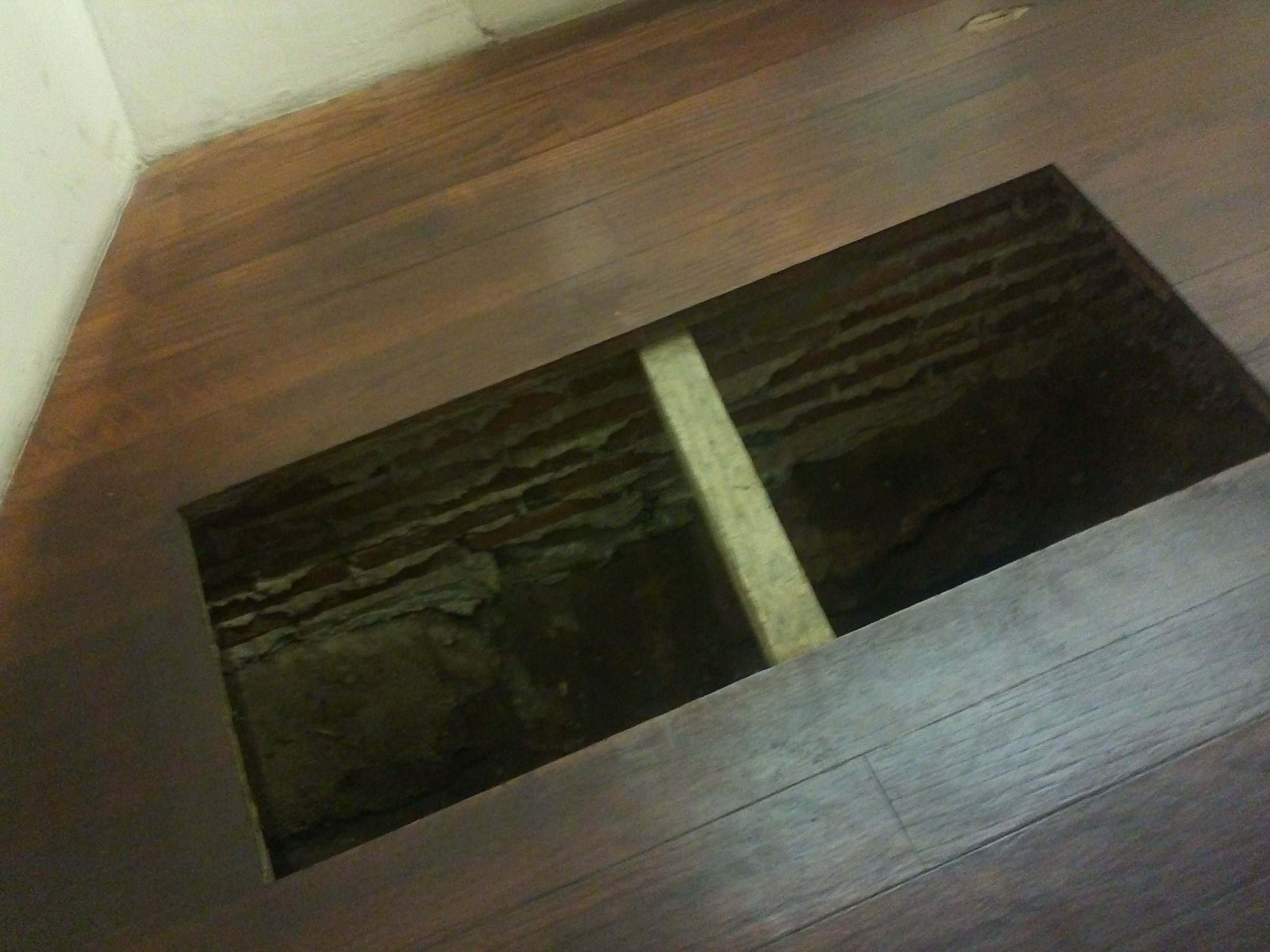
Az Aquiles Serdán rejtekéül szolgáló pince bejárata a padlón

Az épületet hamarosan teljesen körbevették a rendfenntartó erők, majd egy közel háromórás véres harc kezdődött. Máximo egy fejlövés következtében meghalt, Áquiles pedig úgy döntött, elrejtőzik. Carmen azzal érvelt ez ellen, hogy „többet ér harcolva meghalni”, végül mégis segített testvérének egy pinceszerű helyiségbe rejtőzni. A hideg és nedves pince bejáratát deszkákkal és egy szőnyeggel fedte be, végül ráhelyezte az ágyat.
A harc 11:45-kor ért véget, a hivatalos jelentés szerint 16 maderista vesztette életét, valamint két csendőr és két katona a másik oldalon. A hatóságok elkezdték átkutatni a házat fegyverek és maga Aquiles Serdán után kutatva, az életben maradt lázadókat pedig letartóztatták.
Serdán rejtekhelyére 19-én hajnalban találtak rá, de a pontos események, melyek ekkor lejátszódtak, nem ismertek. Egy leírás szerint Porfirio Pérez köhögést hallott az egyik szobából, és amikor belépett oda, meglátta a padló alól előmászó, a hidegben megbetegedett Serdánt. Pérez értesítette a művelet főnökét, aki pedig azonnal az állam kormányzójához fordult. A kormányzó úgy rendelkezett, azonnal öljék meg a forradalmárt. Először Pérez lőtt rá puskájával, majd a földön fekvő test fejébe még Juan Bado is belelőtt. A másik változat, amely november 21-én jelent meg az El Imparcial című lapban, azt írja, amikor Pérez meglátta a nyílásból előmászó Serdánt, az rátámadt, és a kettejük között kialakuló harcban Péreznek sikerült megölnie a lázadót.
Amikor Madero értesült az eseményekről, ezt mondta Serdánra és társaira utalva: „Megtanítottak minket méltósággal meghalni a szabadságért és a demokráciáért.”
Aquiles Serdán nevét ma aranybetűk őrzik a mexikóvárosi képviselőház épületében.